# Aldoheksoza
Aldoheksoza je heksoza sa aldehidnom grupom na jednom kraju.
Aldoheksoze imaju četiri hiralna centra sa ukupno 16 mogućih aldoheksoznih stereoizomera (24). Od tih, samo tri se često javljaju u prirodi: -glukoza, -galaktoza, i -manoza. / konfiguracija je bazirana na orijentaciji hidroksila u poziciji 5, i ne odnosi se na smer optičke aktivnosti.
Postoji osam -aldoheksoza:
- D-Aloza
- D-Altroza
- D-Glukoza
- D-Manoza
- D-Guloza
- D-Idoza
- D-Galaktoza
- D-Taloza

## Deoksialdoheksoze
Aldoheksoze mogu da imaju jednu ili više svojih hidroksilnih grupa zamenjenih vodonicima čime se formiraju dezoksialdoheksoze. Sledeće su dobro poznati slučajevi takvih jedinjenja:
- L-Fukoza (6-dezoksi-L-galaktoza)
- L-Ramnoza (6-dezoksi-L-manoza)
- D-Hinovoza (6-dezoksi-D-glukoza) - nađena kao deo sulfolipida SQDG.
- L-Pneumoza (6-dezoksi-L-taloza)

## Literatura
- Lindhorst, Thisbe K. (2007). Essentials of Carbohydrate Chemistry and Biochemistry (1. изд.). Wiley-VCH. ISBN 978-3-527-31528-4.
- Robyt, John F. (1997). Essentials of Carbohydrate Chemistry (1. изд.). Springer. ISBN 978-0-387-94951-2.